# Kajak

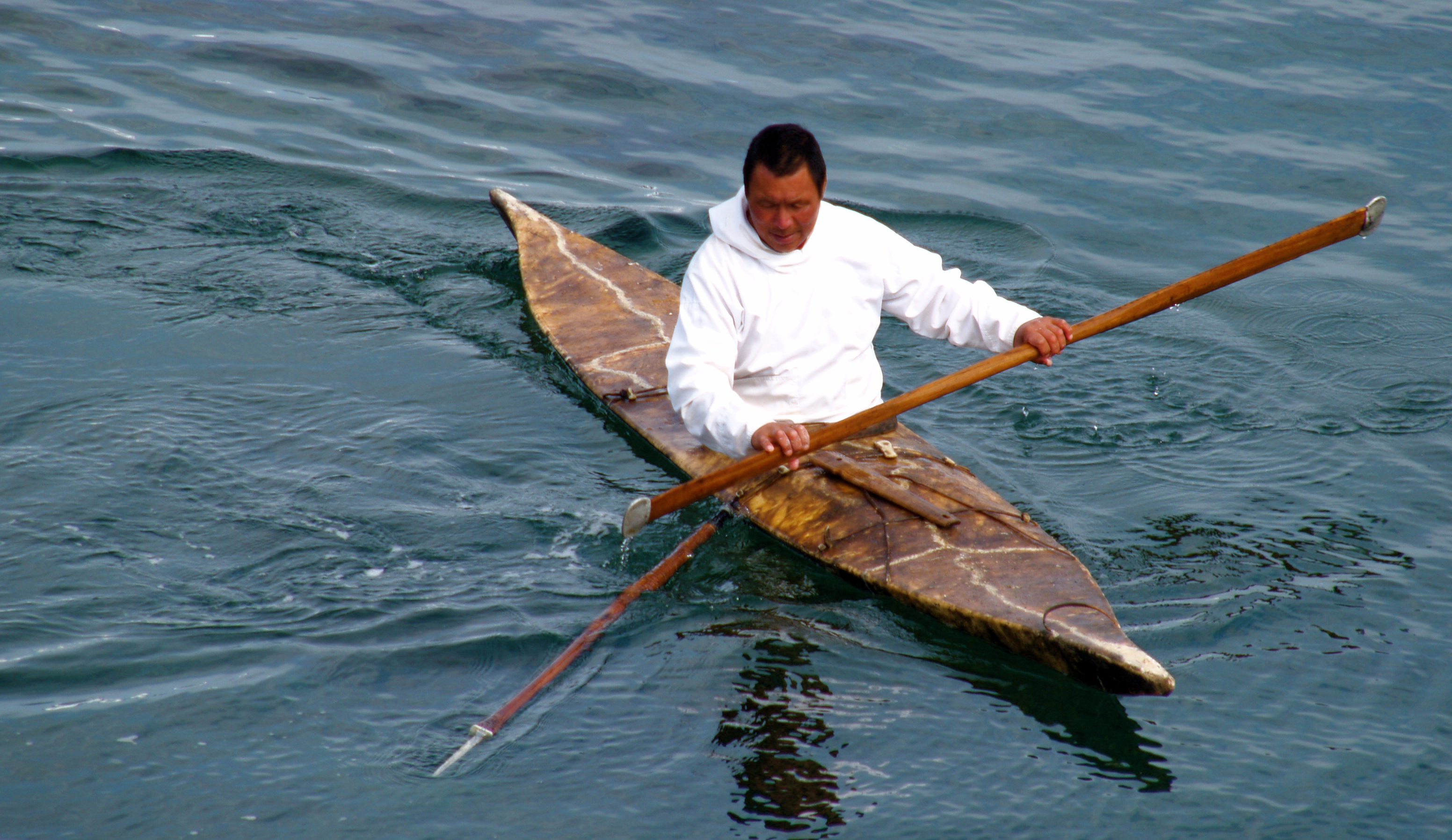
Inuk im Fellkajak mit Harpune auf Seehundjagd

Ein Kajak (Inuktitut: ᖃᔭᖅ, grönländisch qajaq, Plural qaannat) ist ein Paddelboot mit Ursprung in der Arktis und bezeichnet einen Bootstyp, der mittels Doppelpaddel angetrieben wird und dessen Insassen in Fahrtrichtung sitzen. Von der Sitzposition Langsitz aus werden die Oberschenkel seitlich im Rumpf verspreizt. Kajaks und Kanadier (kniend mit Stechpaddel) bilden die beiden wesentlichen Untergruppen von Kanus.

## Ursprung

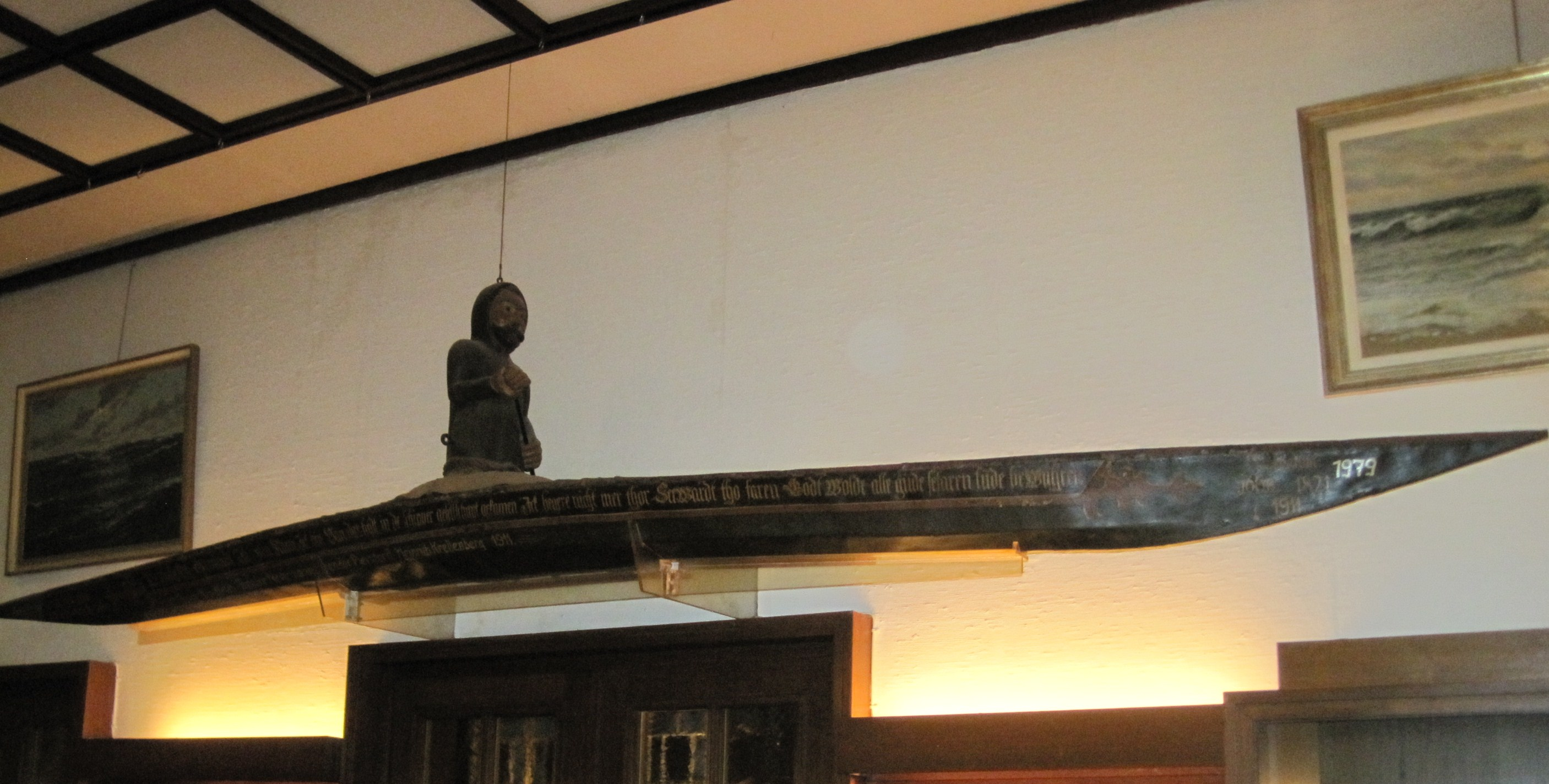
Kajak von 1605/06 in der Lübecker Schiffergesellschaft

Das Kajak wurde von den Eskimos als schnelles, wendiges Boot für die Jagd entwickelt. Sie bauten einen Rahmen aus Holz und Knochen, der mit Tierfellen bespannt wurde. Vor allem in Grönland wird die traditionelle Kajakbauweise noch immer angewendet, wobei die Haut heute meist aus imprägniertem Textil in robuster Leinwandbindung besteht. Zum Kajakfahren trugen die Eskimos während der kalten Jahreszeit spezielle Kajakhandschuhe mit zwei Daumen.
Die Bauweise der Kajaks unterliegt regionalen Unterschieden; in Alaska eher kurz und breit, in Grönland eher lang und schmal. Das Kajak ist traditionell ein geschlossenes Männerboot, das oben offene Frauenboot ist das Umiak. Ähnliche Boote, nämlich die Baidarkas, wurden auf den Aleuten verwendet. Eine Erfindung der Eskimos ist auch die als Eskimorolle (auch: Kenterrolle) bekannte Technik, sich beim Kentern schnell und ohne Aussteigen mit einem Paddelschlag wieder aufzurichten.
Eines der ältesten vollständig erhaltenen Kajaks befindet sich in der Schiffergesellschaft in Lübeck. Es wurde Anfang des 17. Jahrhunderts im Nordatlantik geborgen.

## Moderne Kajaks

### Entwicklung und Verbreitung in Europa

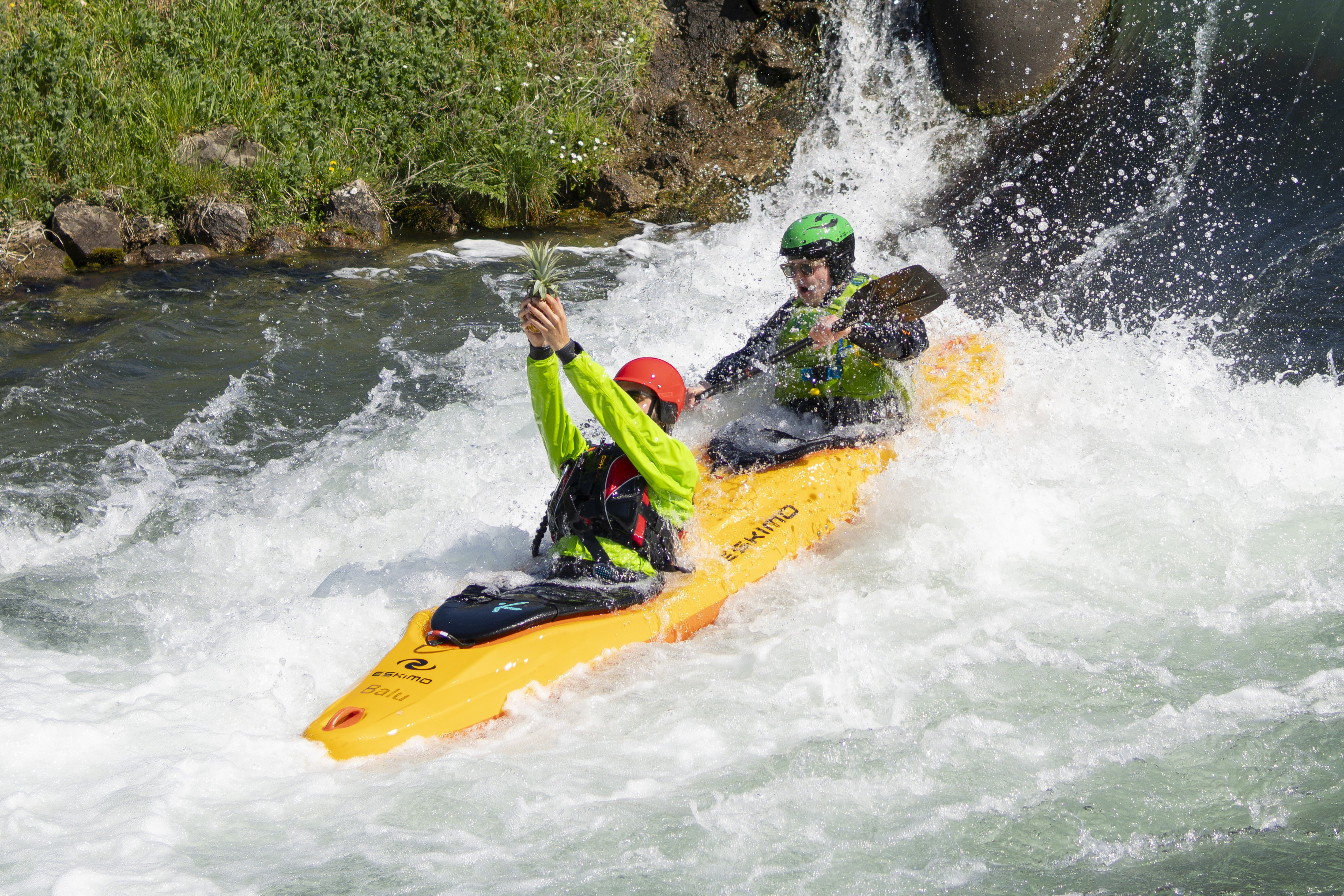
Zweisitziges Wildwasserkajak aus Kunststoff

Anfang des 19. Jahrhunderts wurden vereinzelt „Grönländer“ in Deutschland verwendet. 1860 wurde in Breslau der erste Grönländer-Club gegründet. 1866 veröffentlichte der Schotte John MacGregor A Thousand Miles in the Rob Roy Canoe on Rivers and Lakes of Europe. Vor der Erfindung des Faltbootes breitete sich das Kajak hauptsächlich in Nord- und Mitteldeutschland zum Paddeln auf Seen aus. Der Rücktransport war gegen die stärkere Strömung auf Flüssen schwierig. In der ersten Hälfte des 
20. Jahrhunderts war die Blütezeit der Faltboote (faltbare Kajaks aus Holz- oder Metallgerüst, mit imprägniertem Stoff bespannt). Mit der zunehmenden Motorisierung nahm ihre Notwendigkeit ab, wenngleich das Faltboot besonders bei Bahn- und Fernreisen nach wie vor Vorteile hat.

### Design
Moderne Kajaks sind meist aus Polyethylen, ABS, GFK, CFK, aramidfaserverstärktem Kunststoff oder Holz gefertigt. Bei Schlauchkajaks sind Kautschuk oder PVC die gängigsten Materialien. Es existieren verschiedene Typen für unterschiedliche Anwendungen und Kanusportarten, die sich in ihrer Konstruktion stark unterscheiden können (geschlossen, offen oder Sit-on-Top; Verhältnis von Länge und Breite, Form des Rumpfes). Sie sind meist für ein bis zwei Personen, im Rennsport für bis zu vier Personen ausgelegt.

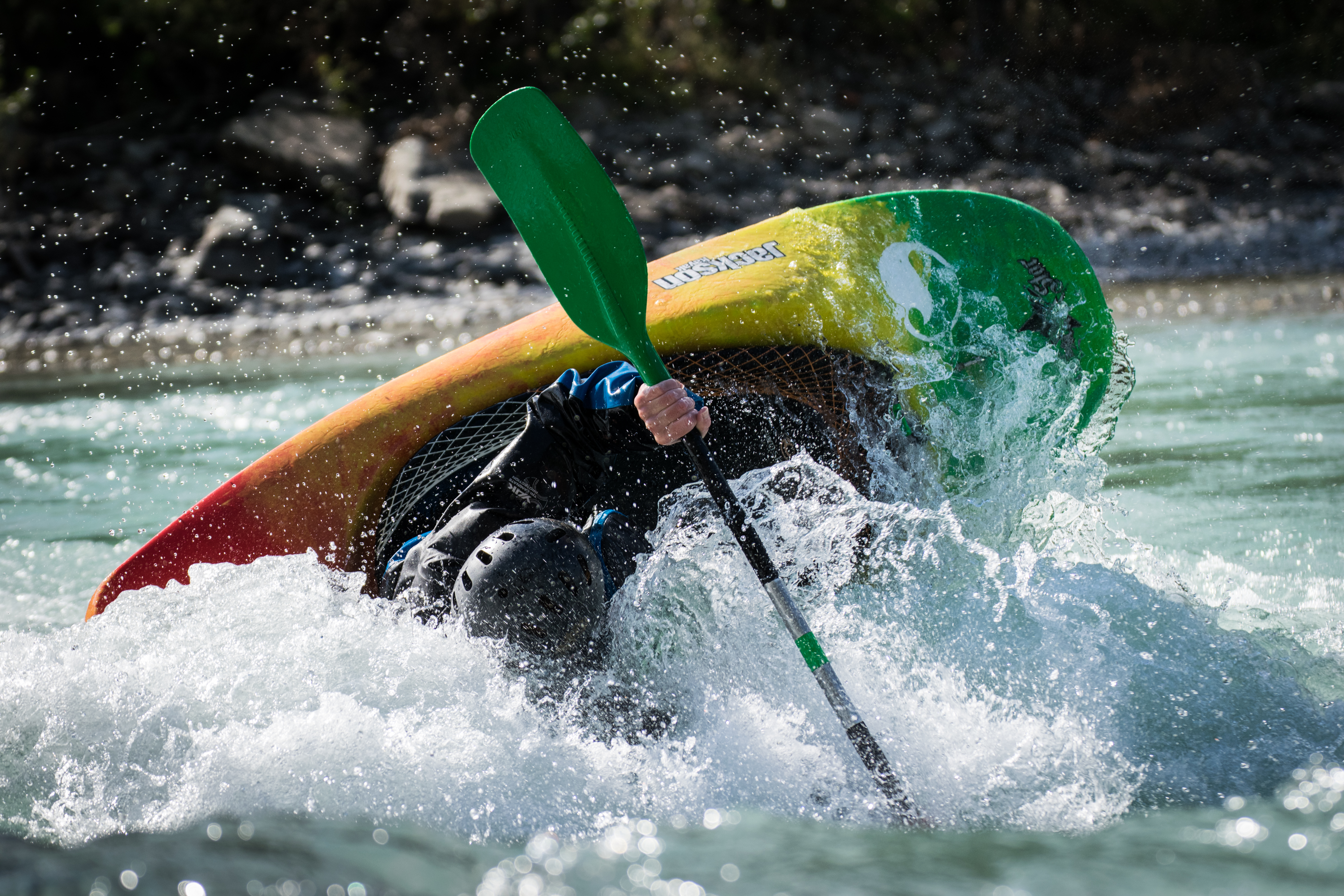
Spielboot für Playboating

### Typen (Auswahl)

#### Wanderkajak
Wander- oder Tourenkajaks sind meist zwischen 3,50 und 5,50 Meter lang und variieren in der Breite von 50 bis 85 Zentimeter.
Wanderkajaks sind als Einer, und sehr beliebt als Zweier im Standardangebot der Hersteller zu finden; ein Kind findet auch noch in vielen K2-Kajaks Platz, einige Kajaks sind speziell mit 2+1 Sitzen ausgestattet.
Wanderkajaks bieten vor und hinter dem Paddler meist viel Stauraum.

#### Spielboot (Rodeoboot)
Spiel- oder auch Rodeoboote genannte Kajaks sind Boote zum „Spielen“, die beim Playboating eingesetzt werden. Sie sind besonders kurz (max. 2,00 Meter) und wendig, haben meist im Raum des Cockpits das größte Volumen, damit das Kerzen (Senkrechtstellen des Boots) und damit verbundene Figuren erleichtert werden. Meistens wird auf einer Welle oder einer Walze gespielt. Spielbootfahren im Wettkampf wird Kanu-Freestyle genannt, darin werden auch Welt- und Europameisterschaften, sowie Weltcups ausgetragen.

#### Kanupolo
Boote für Kanupolo haben abgerundete, gepolsterte Enden. Sie sind eher flach, damit man mit ihnen Unterschneiden und Rollen (Kenterrolle) kann.

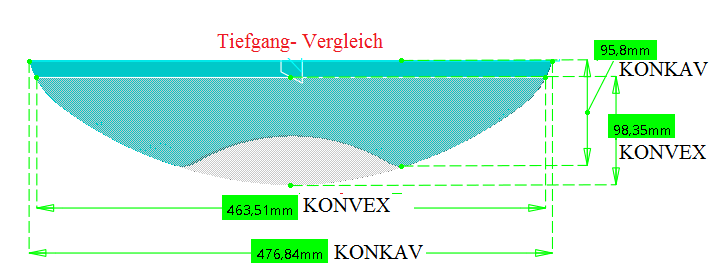

#### Rennkajak
Rennkajaks sind extra für den Kanurennsport entwickelte Boote. Sie sind besonders schmal. Die Festlegung für die Länge beträgt maximal 5,20 Meter für einen Einerkajak K1. Moderne Boote sind aus Carbon und wiegen mindestens 12 Kilogramm. Im Kanurennsport werden Welt-, Europa- und deutsche sowie regionale und lokale Meisterschaften ausgetragen, und es wird an Weltcups und Olympischen Sommerspielen teilgenommen.

### Gängige Ausrüstung
Die wichtigsten Ausrüstungsgegenstände sind Doppelpaddel, Schwimmweste und passendes Schuhwerk, das nicht beim Schwimmen behindert und ausreichend Schutz vor Verletzungen beim Aussteigen bietet (z. B. Wassersportschuhe oder Füßlinge). Paddler tragen spezielle Bekleidungen, die geeignet sind, sich komfortabler zu bewegen mit spezieller Funktionsunterwäsche und Paddeljacken und -hosen. Um das Kajak unsinkbar zu machen, gehören zur Ausrüstung Auftriebskörper, falls das Boot nicht durch Schotten unterteilt ist. Das Eindringen von Wasser in den Bootskörper kann durch eine Spritzdecke aus Nylon oder Neopren vermindert werden, wenn der Fahrer ausreichend mit der Bedienung vertraut ist, um beim Kentern aussteigen zu können. Viele See- und Tourenkajaks und alle Rennkajaks sind mit einem Steuer versehen, um das Boot auf Kurs zu halten. Dieses besteht aus einer Steuerflosse im Heck (entweder unter dem Heck oder hinten am Heck) und wird über einen Seilzug mit den Füßen bedient. Dieses Steuerblatt kann einziehbar sein, damit in stark verkrauteten Gewässern das Vorwärtskommen nicht behindert wird, es in flachen Gewässern nicht zur Grundberührung kommt und es dabei ggf. keinen Schaden nimmt. Besonders in Wanderkajaks, die genug Stauraum bieten, wird gerade bei längeren Touren Wechselkleidung und z. T. auch Campingbedarf mitgenommen. Es wird möglichst alles wasserdicht verpackt.

## Risiken
Ein Kajak ist ein relativ instabiles Paddelboot, das konstruktionsbedingt schnell zum Umkippen neigt. Hindernisse im Wasser oder Unaufmerksamkeit können zum Kentern führen. Grundsätzlich ist die Zahl schwerer Unfälle aber relativ gering. Hauptursache für tödliche Unfälle sind Rückläufe an Wehren, Klemmunfälle im Wildwasser sowie das Eintauchen in kaltes Wasser, das zu einem Kälteschock und letztlich zu einem Herzstillstand führen kann.
Der Deutsche Kanu-Verband empfiehlt das Tragen einer Rettungsweste, bei kalten Wassertemperaturen auch eines Neoprenanzugs.
Um die Risiken zu minimieren, sollte in kontrollierter Umgebung (wie zum Beispiel in einem Hallenbad) unter Aufsicht das Umkippen und Kentern geübt werden, z. B. in einem Kanuverein.

## Sprachliche Besonderheiten
Im Deutschen werden Kajaks zu den Kanus (Oberbegriff) gezählt, und es existiert im Gegensatz zu anderen Sprachen außer dem Kompositum Kajakfahrer kein spezieller Ausdruck für den Sportler in einem Kajak. (Im englischen Sprachraum heißt der Fahrer kayaker, auf Französisch kayakiste.) Außerdem existiert kein eigenes Verb zu „Kajak“, weshalb die Tätigkeit als „Kajakfahren“ oder „Paddeln“ bezeichnet wird (anders im Englischen: to kayak).
Das Wort Kajak ist ein Palindrom.

## Siehe auch

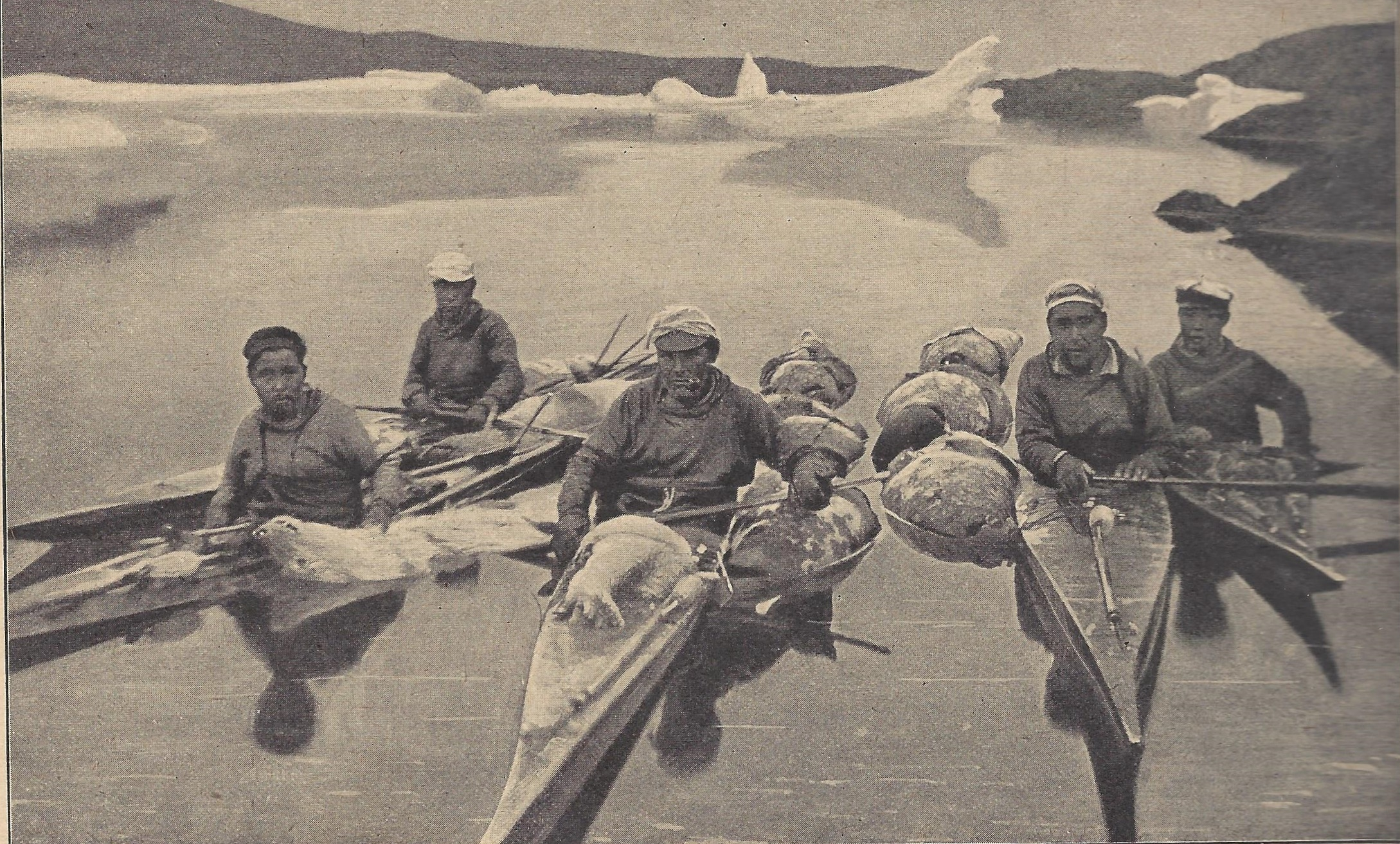
Von der Seehundjagd heimkehrende Grönländer (um 1905)